# Związek gmin Philippsburg
Związek gmin Philippsburg (niem. Gemeindeverwaltungsverband Philippsburg) – związek gmin w Niemczech, w kraju związkowym Badenia-Wirtembergia, w rejencji Karlsruhe, w regionie Mittlerer Oberrhein, w powiecie Karlsruhe. Siedziba związku znajduje się w mieście Philippsburg, przewodniczącym jego jest Stefan Martus.
Związek zrzesza jedno miasto i jedną gminę wiejską:
- Philippsburg, miasto, 12 418 mieszkańców, 50,56 km²
- Oberhausen-Rheinhausen, 9 560 mieszkańców, 18,95 km²